# Richard Rojas
Richard José Rojas Guzmán (né le 27 février 1975 à Cochabamba en Bolivie) est un joueur de football international bolivien, qui évolue au poste de milieu de terrain.

## Biographie

### Carrière de joueur

#### Carrière en sélection
Avec l'équipe de Bolivie, il dispute 21 matchs (pour aucun but inscrit) entre 1999 et 2004. Il figure notamment dans le groupe des sélectionnés lors des Copa América de 2001 et de 2004.

### Parcours d'entraîneur
- 2022-mars 2023 :  CD Real Tomayapo